# Nikola Vlašić
Nikola Vlašić (Split, 4 oktober 1997) is een Kroatisch voetballer die doorgaans als vleugelspeler speelt. Hij verruilde  West Ham United in augustus 2023 voor Torino, dat hem het voorgaande seizoen al huurde. Vlašić debuteerde in 2017 in het Kroatisch voetbalelftal.

## Clubcarrière
Vlašić begon met voetballen bij NK Omladinac, dat hij op twaalfjarige leeftijd verliet voor Hajduk Split. Hij maakte op 17 juli 2014 zijn debuut in het eerste elftal, in de voorronde van de UEFA Europa League tegen Dundalk FC. Hij was meteen trefzeker. Drie dagen later debuteerde Vlašić in de Kroatische competitie, tegen NK Istra 1961. Hij maakte op 2 november 2014 zijn eerste competitiedoelpunt, tegen NK Zadar. Vlašić speelde vier seizoenen in het eerste team van Hajduk. Daarin werden zijn ploeggenoten en hij vier keer derde, steeds achter Dinamo Zagreb en Rijeka. Hij kwam zo ook vier jaar achter elkaar uit in de Europa League met zijn teamgenoten.
Vlašić verruilde Hajduk Split in augustus 2017 voor Everton. Coach Ronald Koeman werd alleen twee maanden na zijn komst ontslagen. Hoewel hij voor vijf jaar had getekend, kreeg hij na één seizoen te horen dat hij weg mocht. Vlašić verhuisde in augustus 2018 voor een jaar op huurbasis naar CSKA Moskou en in juli 2019 definitief. Onder coach Viktor Goncharenko was hij in Rusland drie seizoenen basisspeler. Vlašić speelde in 2018/19 met CSKA voor het eerst in zijn carrière in de Champions League, tegen Viktoria Pilsen, Real Madrid en AS Roma.
Vlašić tekende in augustus 2021 voor de tweede keer in Engeland, deze keer bij West Ham United. Dat betaalde 30 miljoen euro voor hem. Het bleek opnieuw geen match. Coach David Moyes gaf hem dat seizoen in 19 speelronden speeltijd, in 13 daarvan als invaller. Hij mocht opnieuw na één seizoen vertrekken. West Ham verhuurde Vlašić daarom in augustus 2022 aan Torino, waar hij ging spelen onder zijn landgenoot Ivan Jurić. Hij kwam hier in zijn eerste jaar 34 speelronden in actie, waarvan 29 vanaf het begin. Torino lijfde hem in augustus 2023 definitief in.

## Clubstatistieken
| Seizoen     | Club            | Competitie     | Competitie | Competitie | Beker | Beker | Internationaal | Internationaal | Totaal | Totaal |
| Seizoen     | Club            | Competitie     | Wed.       | Dlp.       | Wed.  | Dlp.  | Wed.           | Dlp.           | Wed.   | Dlp.   |
| ----------- | --------------- | -------------- | ---------- | ---------- | ----- | ----- | -------------- | -------------- | ------ | ------ |
| 2014/15     | Hajduk Split    | 1. HNL         | 27         | 3          | 5     | 0     | 5              | 1              | 37     | 4      |
| 2015/16     | Hajduk Split    | 1. HNL         | 23         | 1          | 3     | 0     | 8              | 1              | 34     | 2      |
| 2016/17     | Hajduk Split    | 1. HNL         | 30         | 4          | 1     | 0     | 6              | 0              | 37     | 4      |
| 2017/18     | Hajduk Split    | 1. HNL         | 6          | 3          | 0     | 0     | 6              | 0              | 12     | 3      |
| Club totaal | Club totaal     | Club totaal    | 86         | 11         | 9     | 0     | 25             | 2              | 120    | 13     |
| 2017/18     | Everton         | Premier League | 12         | 0          | 1     | 0     | 6              | 2              | 19     | 2      |
| Club totaal | Club totaal     | Club totaal    | 12         | 0          | 1     | 0     | 6              | 2              | 19     | 2      |
| 2018/19     | → CSKA Moskou   | Premjer-Liga   | 25         | 5          | 0     | 0     | 6              | 3              | 31     | 8      |
| 2019/20     | CSKA Moskou     | Premjer-Liga   | 30         | 12         | 2     | 1     | 6              | 1              | 38     | 14     |
| 2020/21     | CSKA Moskou     | Premjer-Liga   | 26         | 11         | 3     | 1     | 5              | 0              | 34     | 12     |
| 2021/22     | CSKA Moskou     | Premjer-Liga   | 5          | 0          | 0     | 0     | 0              | 0              | 5      | 0      |
| Club totaal | Club totaal     | Club totaal    | 41         | 11         | 1     | 0     | 10             | 3              | 52     | 14     |
| 2021/22     | West Ham United | Premier League | 19         | 1          | 6     | 0     | 6              | 0              | 31     | 1      |
| Club totaal | Club totaal     | Club totaal    | 19         | 1          | 6     | 0     | 6              | 0              | 31     | 1      |
| 2022/23     | → Torino        | Serie A        | 34         | 5          | 3     | 0     | 0              | 0              | 37     | 5      |
| Club totaal | Club totaal     | Club totaal    | 34         | 5          | 3     | 0     | 0              | 0              | 37     | 5      |

Bijgewerkt op 13 augustus 2023

## Interlandcarrière
Vlašić kwam uit in diverse Kroatische nationale jeugdelftallen. In 2015 debuteerde hij voor Kroatië –19. In augustus 2015 werd hij door trainer Nenad Gračan opgeroepen voor Jong Kroatië voor kwalificatiewedstrijden tegen Jong Georgië en Jong Estland in september 2015. In deze cyclus speelde de Kroaat zijn eerste duel voor de Mladi Vatreni.
Vlašić debuteerde op 28 mei 2017 in het Kroatisch voetbalelftal in een oefeninterland tegen Mexico. De Kroaten wonnen met zes debutanten in de basis met 1–2 van El Tri in het Los Angeles Memorial Coliseum. Vlašić maakte op 6 september 2019 zijn eerste interlanddoelpunt. Hij schoot Kroatië toen op 0–1 in een met 0–4 gewonnen kwalificatiewedstrijd voor het EK 2020 in en tegen Slowakije. Hij scoorde in die kwalificatiereeks ook tegen Wales en in de thuiswedstrijd tegen Slowakije. Bondscoach Zlatko Dalić nam Vlašić in 2021 mee naar het EK. Hierop speelde hij in alle vier de wedstrijden van de Kroaten en scoorde hij tegen Schotland. Dalić nam hem een jaar later ook op in de Kroatische selectie voor het WK 2022. Hier werd hij derde met zijn landgenoten. Vlašić speelde zelf in zes van de zeven wedstrijden die Kroatië dat toernooi speelde. Hij werd op 20 mei 2024 door Dalić opgenomen in de Kroatische selectie voor het EK 2024 in Duitsland. Na de eerste wedstrijd, waarin hij niet in actie kwam, verliet hij het toernooi met een spierblessure. Kroatië werd in de groepsfase uitgeschakeld na een nederlaag tegen Spanje (3–0) en gelijke spelen tegen Albanië (2–2) en Italië (1–1).

## Familie
Vlašić is de zoon van voormalig tienkamper Joško Vlašić. Zijn veertien jaar oudere zus Blanka is veelvoudig wereldkampioene hoogspringen.